# Jan Kuhnert

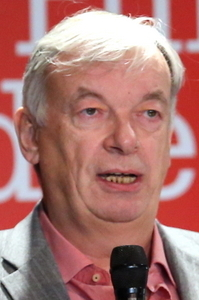
Jan Kuhnert, 2016

Jan Kuhnert (* 5. Dezember 1951 in Berlin) ist ein Politiker und wohnungswirtschaftlicher Unternehmensberater, ehemaliges Mitglied der Partei die Grünen und ehemaliger Abgeordneter des Hessischen Landtags.
Jan Kuhnert studierte nach dem Abitur, das er 1972 in Porz ablegte, Erziehungswissenschaften, Soziologie und Politik an der Philipps-Universität Marburg. 1974 bis 1981 war er Wissenschaftlicher Mitarbeiter in der „Forschungsgruppe für Sozialgeschichte der Erziehung in der DDR“ der Universität Marburg mit dem Arbeitsschwerpunkt Geschichte der Berufsausbildung, internationaler Vergleich der Technologieentwicklung und Umweltprobleme.
Nach Arbeit in der Anti-Atom-Bewegung war er 1978 Gründungsmitglied der Grünen Liste Umweltschutz, Landesverband Hessen, und 1979 Landesvorsitzender der Grünen Liste Umweltschutz in Hessen. Ebenfalls 1979 wurde er Gründungsmitglied der Grünen und Mitglied der Bundesprogrammkommission.
Kuhnert war von März 1981 bis Oktober 1982 Stadtverordneter in Marburg. Nach den Kommunalwahlen in Hessen 1981 wurde in Marburg versucht, ein Ampelbündnis zu schmieden. Kuhnert wurde für dieses Bündnis als Vorsitzender des Bauausschusses gewählt. Dieses scheiterte noch im Entstehen, nachdem Jan Kuhnert sich als Vorsitzender des Bauausschusses an einer Demonstration in Marburg gegen den Ministerpräsidenten Holger Börner (SPD) beteiligte und die SPD die Zusammenarbeit daraufhin beendete.
Zwischen Dezember 1982 und April 1985 war er Fraktionsassistent der Fraktion der Grünen im Landtag. Aufgrund des Rotationsprinzips rückte er am 15. April 1985 für Marita Haibach in den Hessischen Landtag nach, dem er bis zum vorgezogenen Ende der Wahlperiode 1987 angehörte. Kuhnert trat 1991 aus den Grünen aus und war an der Gründung der Ökologischen Linken beteiligt und fungierte dort als Kassenwart. Er war zwischenzeitlich Geschäftsführer der Gesellschaft für Bauen und Wohnen Hannover mbH (GBH) und ist als geschäftsführender Gesellschafter der wohnungswirtschaftlichen KUB Kommunal- und Unternehmensberatung GmbH tätig.
Kuhnert war Mitinitiator des Berliner Mietenvolksentscheids und ist Vorstandsvorsitzender des Bundesvereins zur Förderung des Genossenschaftsgedankens (BzFdG) sowie von November 2016 bis Januar 2021 Vorstandsmitglied der Wohnraumversorgung Berlin – Anstalt öffentlichen Rechts, welche die sechs Berliner Landeswohnungsunternehmen kontrolliert, evaluiert und politische Leitlinien zu diesen verfasst. Kuhnert setzt sich für die Wiedereinführung der Wohnungsgemeinnützigkeit in Deutschland ein.